# ИМК УЛТ-160
Утоваривач точкаш УЛТ-160 је мобилна вишенаменска грађевинска машина произведена у Индустрији машина и компонената (ИМК) 14. октобар из Крушевца. Намењен је првенствено за извођење земљаних радова, као и утоваривање различитих растреситих материја. Због зглобне конструкције УЛТ-160 је погодан за извођење радова у уском простору.
Поред универзалне кашике капацитета 2,3 m³, могуће је користити и кашику за камен капацитета 1,53 m³, кашику за лаке материјале капацитета 3 m³, кашику за репу капацитета 3,5 m³, решеткасту кашику за репу капацитета 3,6 m³, плужни чистач снега, равну даску за снег и суочени хватач балвана. Са постављањем брзостављајуће плоче могу се користити и кашику са "V" ножем капацитета 2,3 m³, кашика лаке материјале капацитета 3 m³, виљушкасти носач палета, кранска рука, хватач силаже и мимоилазни хватач балвана.
Утоваривач УЛТ-160 је због својих карактеристика нашао ширу примену у привреди, претежно у грађевинарству, али и у индустрији. Велики број утоваривача точкаша УЛТ-160 нашао је своју примену и у инжињеријским јединицама Југословенске народне армије као и касније у инжињеријским јединицама Војске Србије и Војске Црне Горе.

## Развој и модели
Претходник УЛТ-160, модел УЛТ-150 је почео са производњом 1973. у ИМК 14. октобар из Крушевца. Касније су развијене и следеће верзије утоваривача:
- УЛТ-160Б - утоваривач са новом већом кабином и побољшаним командама, јавља се средином 80'их.
- УЛТ-160Ц - модел који се јавља 1986. године, споља се распознаје по сандуку за алат, оклопљеним фаровима и кутијом за жмигавце напред. Новина на овом моделу јесте двокружна хидраулика са одвојеним командама за управљањем кашике преко нископритисних црева и потиска уља смањене снаге. Са моделом УЛТ-160Ц јавља се и могућност накнадне доградње додатне опреме попут дозерске даске, хватача балвана, виљушкастог носача палета и других.
- УЛТ-160ЦК - УЛТ-160Ц са Cummins мотором, у понуди након распада СФРЈ и престанка рада ФАМОС-а.
- УЛТ-160ДЕ - последњи модел у понуди ИМК 14. октобар.

## Технички подаци
Наведени подаци су за актуелни модел УЛТ-160ДЕ.
- Снага на замајцу - 121 kW/165 КС
- Радна тежина - 13960 kg
- Капацитет кашике - 2,3-3,6 m³
- Брзина - до 50 km/h
- Мотор - Cummins QSB 6.7 - TIER 3 4-тактни дизел мотор са директним убризгавањем и турбокомпресором
- Трансмисија - Power shift хидродинамичка трансмисија са 4 брзине у оба правца
- Хидраулични систем - зупчаста пумпа протока на 2000 обртаја по минути од 260 l/min, притиска у инсталацијама од 140 bar, 2 цилиндра за подизање стреле и 2 клипа за окретање кашике
- Капацитет кашике на тлу - 13000 kg
- Капацитет кашике на највишем положају - 6000 kg
- Сила кидања - 14200 daN